# Thomas Gottschalk
Thomas Johannes Gottschalk (Bamberga, 18 maggio 1950) è un conduttore televisivo e attore tedesco.

## Biografia
Figlio di Rutila e Hans Gottschalk, è rimasto orfano di padre quando aveva 14 anni.
Ha recitato sia in film tedeschi sia in produzioni hollywoodiane, come Sister Act 2 - Più svitata che mai con Whoopi Goldberg.
E anche noto per essere il conduttore più longevo del popolare programma TV Wetten, dass..?

## Vita privata
È sposato dal 1976 con l'attrice Thea Hauer da cui nel 1982 ha avuto un figlio, Roman. I due ne hanno poi adottato un altro, Tristan, nato nel 1989.

## Filmografia parziale
- L'auto più pazza del mondo (1991)
- Sister Act 2 - Più svitata che mai (1993)

## Premi
- 1999 Premio Televisivo Tedesco Miglior show televisivo a Thomas Gottschalk, Viktor Worms e Alexander Arnz